# Шеріл Ґібсон
Шеріл Ґібсон (англ. Cheryl Gibson, 28 липня 1959) — канадська плавчиня.
Призерка Олімпійських Ігор 1976 року.
Призерка Чемпіонату світу з водних видів спорту 1978 року.
Переможниця Ігор Співдружності 1978, 1982 років.
Призерка Панамериканських ігор 1975, 1979 років.